# Hipòcrates (general)
Hipòcrates (en llatí Hippocrates, en grec antic Ἱπποκράτης) fill d'Arifró, era un militar atenenc elegit estrateg juntament amb Demòstenes en el vuitè any de la guerra del Peloponès, el 424 aC.
Una revolució a Mègara, propiciada pels exiliats atenencs i recolzada pel partit democràtic de la ciutat va aconseguir posar en difícil situació al govern local. Demòstenes i Hipòcrates immediatament van anar a Mègara i van aconseguir apoderar-se de les muralles llargues que unien Mègara amb el seu port, Nisea, però no van aconseguir entrar a la ciutat. Van atacar Nisea on hi havia una guarnició espartana que va haver de capitular.
Poc després va arribar el general espartà Bràsides amb un exèrcit i va assegurar el predomini del partit favorable a Esparta a la ciutat de Mègara però no va poder fer res contra Nisea i com que els atenencs no van acceptar combat en camp obert es va haver de retirar a Corint, segons diu Tucídides.
Hipòcrates i Demòstenes van concertar la invasió de Beòcia per tres punts diferents. Demòstenes va atacar per mar el port de Sifes (Siphae) al golf de Corint, i Hipòcrates es va apoderar de la fortalesa de Dèlion, prop de la frontera amb Àtica. Un malentès va provocar que Hipòcrates ocupés Dèlion quan ja Demòstenes s'havia retirat de Sifes. Hipòcrates va establir una fortificació a Dèlion i va retornar amb l'exèrcit a Atenes, i llavors va arribar l'exèrcit beoci i es va lliurar batalla a un lloc entre Dèlion i Oropos, a la frontera amb Àtica, on Hipòcrates va ser derrotat i va morir junt a un miler de soldats. Els beocis es van negar a entregar els cossos dels caiguts fins que Dèlion fos evacuada, però quan finalment la fortalesa es va rendir al cap de 17 dies, van retornar els cossos.